# Порт Оконор (Тексас)
Порт Оконор (енгл. Port OConnor) насељено је место без административног статуса у америчкој савезној држави Тексас.

## Демографија
По попису из 2010. године број становника је 1.253.
| Група             | 2000.    | 2010.       |
| Белци             | 0 (0,0%) | 931 (74,3%) |
| Афроамериканци    | 0 (0,0%) | 11 (0,9%)   |
| Азијати           | 0 (0,0%) | 16 (1,3%)   |
| Хиспаноамериканци | 0 (0,0%) | 280 (22,3%) |
| Укупно            | 0        | 1.253       |